# Кире Неделковски
Кире Неделковски (28. септембар 1954) je македонски песник.

## Биографија
Неделковски је рођен 28. септембра 1954. године у Битољу. Завршио је Педагошку академију у Битољу, група Македонски језик. Ради у ПП "Неделковски Арт-Мак" у Битољу. Поезију објављује од 1972. године, а прву збирку поезије издао је 1982. године. Од 1981. године у више наврата био је уредник часописа "Развој", "Стожер" и "Раст". Члан је Друштва књижевника Македонија (ДКМ) од 1989. године. Био секретар за међународну сурадњу у ДКМ, а са формирањем "Битољског књижевног круга" његов је секретар.
Учесник је бројних књижевних колонија, радионица, сусрета и других књижевних догађаја:
- Међународна мултимедијална колонија "Битољ 2015“[1]
- Међународна мултимедијална колонија "Битољ 2014"[2]
- Ликовно-књижевна колонија "Битољ 2013"[3]
- Књижевна колонија Галичник, 2012[4]
- Књижевна колонија Галичник, 2008[5]
- Прва књижевна радионица Друштва књижевника Македоније (2014)[6]
- Књижевни сусрет "Матице Ексклузив"[7]
- Песнички караван Друштва књижевника Македоније[8]
- Песнички караван на ДПМ 2015[9]
- Бит фест 2014[10]
- Late Night књижевни шопинг у Широком Сокаку[11]

Његов рад је заступљен у бројним издањима књижевних часописа и избора песама:
- Стожер бр. 119[12]
- Акт бр. 54[13]
- Акт бр. 50[14]
- Хелис бр. 142 (румунски књижевни часопис)[15]
- Између два неба - Песме о Велестову[16]
- Двадесет година песничких ноћи у Велестову (монографија)[17]
- Књижевни квасац бр. 11 (Levure littéraire no. 11)[18]

Био је члан жирија Битољског књижевног круга за доделу награде "Књижевни круг", као и члан жирија за доделу награде "Ђорђи Котевски"
За његове радове своје ставове у облику критика и рецензија дало је неколико аутора: Петар Т. Бошковски, Ефтим Клетников, Радован П. Цветковски, Владимир Костов, Петре Димовски, Мерсиха Исмајлоска

## Дела
Кире Неделковски је аутор следећих књига поезије:
- Потреси, КММ, 1982
- Прах, Млад Борец, 1986, анонимни конкурс
- Слојеви, БИД Мисирков, 1989
- Душа, Ђурђа, 1992, награда Ђурђа
- Неке ствари, БИД Мисирков, 1994
- Безмерно, Macedonia Prima, 1997
- Излазак из времена, ИД Развиток, 1999
- Чуда, двојезични поетски избор на македонском и арманском, Унија Влаха из Македоније, 2000
- Откопано вино, двојезични поетски избор на македонском и француском, Матица македонска. 2000.  978-9989-48-300-4.;
- Судбине и снови, Макавеј, 2004
- Част, Дијалог, 2008
- Потребе, Дијалог, 2010
- Дигитална димензија душе, компакт-диск, БКК, 2011
- Задовољства од речи, БКК. 2011.  978-608-65291-0-9.; COBISS.MK-ID 88029450
- Моји мостови, БКК, 2012
- Узбуђење је вода, БКК. 2013.  978-608-65291-8-5.; COBISS.MK-ID 93964042
- Залив задовољстава, Матица македонска, 2014
- Свој свет, Универзитетска библиотека „Св. Климент Охридски“ - Битољ. 2015.  978-608-4538-55-4.; COBISS.MK-ID 98792458
- Станиште, двојезични поетски избор на македонском и француском, Матица македонска. 2015.  978-608-10-0437-3.; COBISS.MK-ID 99243530
- Сарај од наслада, Панили - Скопје. 2016.  978-608-4633-85-3.; COBISS.MK-ID 100370698
- Метафизичке мере, БКК - Битола. 2017.  978-608-65728-7-7.; COBISS.MK-ID 103386634
- Долине душе, Панили - Скопје. 2018.  978-608-254-020-7.; COBISS.MK-ID 106461706
- Споделувања, Универзитетска библиотека „Св. Климент Охридски“ - Битола. 2019.  978-608-4538-74-5.; COBISS.MK-ID

Превођен је на енглеском, француском, арманском, турском, српском и словеначком језику.

## Награде
Добитник је награда:
- „Књижевна младина“, 1982
- „Млади борец“, 1986
- „Смедеревско поетско вече“, 1987
- „Ђурђа“, 1992
- „Празник липа“, 2000
- „Медијала“, 2015[26]